# バルクワイン
バルクワイン (bulk wine) とは、150リットル以上の容器（タンク）に詰められ輸入されたワインのことで、瓶詰めのワインと区別される。バルクで輸入し国内で瓶詰めすることによりコストを圧縮することができる。

## 日本におけるバルクワイン
輸入されたバルクワインはそのまま瓶詰めされるか、国産ワインと混合して販売される。日本において安価で流通しているテーブルワインは、輸入した濃縮ぶどう果汁（濃縮マスト）を希釈して醸造したものか、これにバルクワインを混入させたものである。2004年の国産ワインの75%は輸入ワイン（バルクワイン）と輸入したぶどう果汁由来である。瓶詰めワインではなくバルクワイン、濃縮ぶどう果汁を輸入することにより関税を大幅に安く抑えることができる。
日本におけるバルクワインの主な輸入元はアメリカ合衆国や南米のアルゼンチン、チリである。2007年9月にチリとの経済連携協定が発効し関税が無税となったため、チリからの輸入が急増している。